# Meier Hirsch
Meier Hirsch (* 1765 oder 1770 in Friesack; † 11. Februar 1851 in Berlin; auch Meyer Hirsch) war ein deutscher Mathematiker.

## Leben
Hirsch war als Privatlehrer der Mathematik in Berlin tätig und soll laut Berichten von Zeitgenossen ein bedürfnisloses Leben geführt haben. Er versuchte, Paolo Ruffinis Beweis kennend, eine allgemeine Auflösung der Gleichungen beliebig hohen Grades mit einer Unbekannten zu finden und scheiterte an dieser Aufgabe. Er soll über den fruchtlosen Bemühungen geisteskrank geworden sein. Dennoch waren seine Werke viel und über seinen Tod hinaus genutzte Lehrmittel. Manche wurden später von anderen Autoren fortgeführt, ein Teil der Werke wurde ins Englische übersetzt.
Er unterrichtete unter anderen auch Wilhelm und Alexander von Humboldt.
Meier Hirsch starb 1851 in Berlin. Beigesetzt wurde er auf dem Jüdischen Friedhof Berlin-Mitte. Das Grab ist nicht erhalten.

## Werke
- Sammlung von Beispielen, Formeln und Aufgaben aus der Buchstabenrechnung und Algebra, 1804 (18. Auflage 1881; 8. Auflage online).
- Sammlung geometrischer Aufgaben, 2 Teile, 1805/07 (Teil 1, Teil 2 online).
- Sammlung von Aufgaben aus der Theorie der algebraischen Gleichungen, 1809 (Teil 1, Teil 2 online).
- Integraltafeln oder Sammlung von Integralformeln, 1810 (Digitalisat).
- Sammlung von Beispielen, Formeln und Aufgaben aus der Buchstabenrechnung und Algebra. 2., verb. u. verm. Aufl., Braunes, Berlin 1811 Digitalisat.
- Integraltafeln oder Sammlung von Integralformeln, Duncker und Humblot, Berlin 1810 (Englische Übersetzung: Integral Tables Or A Collection of Integral Formulae, Baynes and son, London 1823).